# Thiruvanaikaval

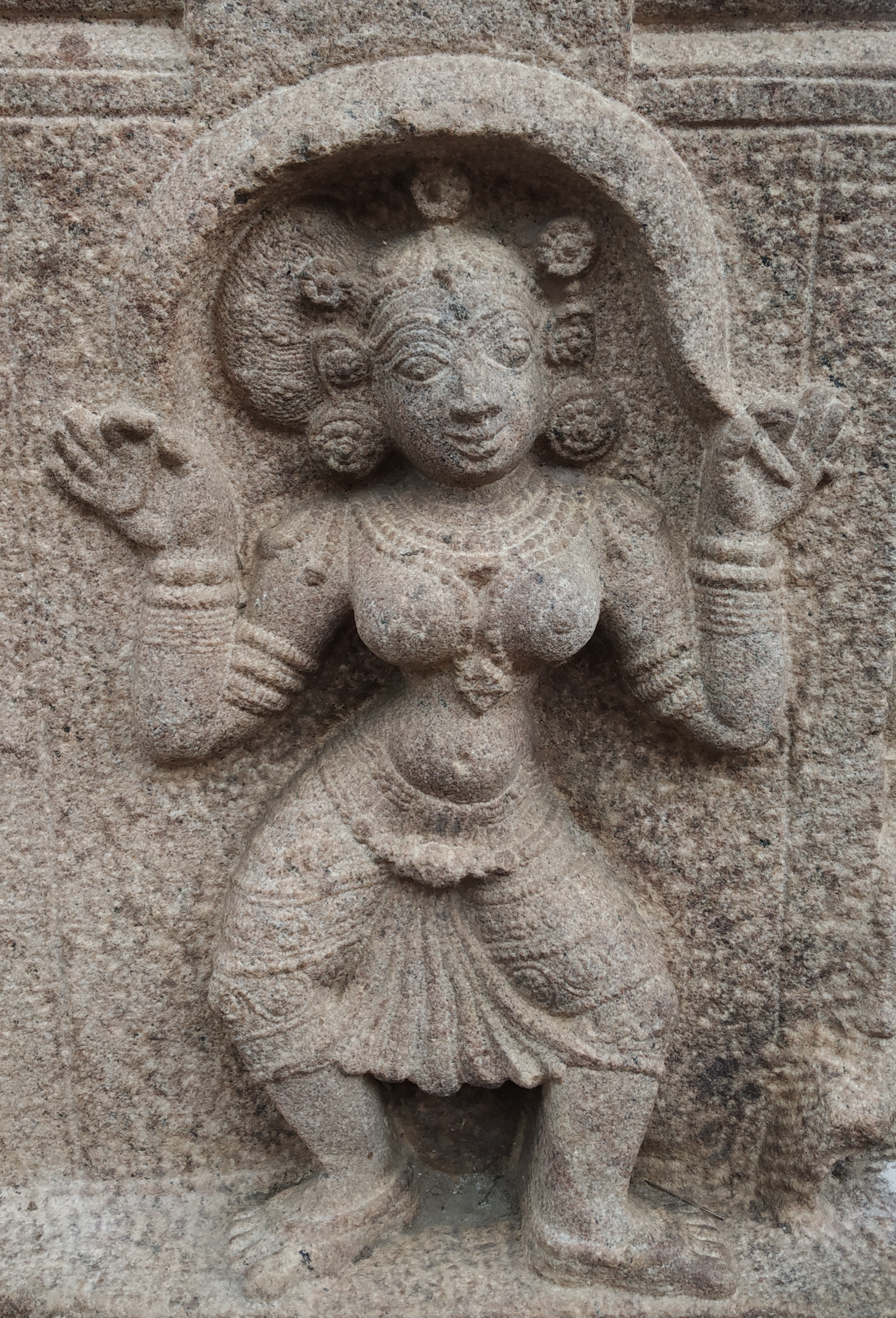
Escultura femenina en Thiruvainakaval

Thiruvainakaval es un templo dedicado a Shiva en la población de Tiruchirapalli o Srirangam, en Tamil Nadu, en la India. El templo fue construido por Kocengannan,uno de los Primeros Cholas del periodo Sangam, hace unos 1.800 años. Está junto al templo de Ranganathaswamy, dedicado a Ranganatha.
Thiruvainakaval o Thiruvanaikal es uno de los nombres de Shiva, pero aquí es el nombre del templo, y a la divinidad se la conoce como Jambukeswara. El templo que se le ha dedicado aquí es uno de los mayores de Tamil Nadu y representa uno de los cinco elementos sagrados de los saivitas, el agua. Los otros cuatro son Chindabaram, el cielo; Ekambareswara, la tierra; Annamalaiyar, el fuego, y Kalahasti, el viento.
El templo consta de tres plantas de arquitectura muy elaborada. Tiene 796 columnas, a las que se añaden las 142 de un edificio adjunto. Cinco recintos rodean el templo. Las inscripciones son relatos de los regalos hechos al templo. A la deidad principal, Jambukeswara, le sigue Abilandeswari, una de las formas de Párvati. Jambukerwara está representado bajo un jambul, que crece sobre una pequeña corriente que rodea a la deidad en época de lluvias.